# Барабащук Микола Григорович
Микола Григорович Барабащук (нар. 23 лютого 1926, село, тепер Любарського району Житомирської області — ?) — український радянський діяч, новатор виробництва, старший оператор Дрогобицького нафтопереробного заводу Львівської області. Герой Соціалістичної Праці (20.04.1971). Депутат Львівської обласної ради народних депутатів 14—17-го скликань (у 1973—1982 роках).

## Біографія
Народився в селянській родині.
Служив у Радянській армії. Учасник німецько-радянської війни.
З 1951 до 1980-х років — робітник, помічник оператора, оператор, старший оператор атмосферно-вакуумної установки цеху № 1 Дрогобицького нафтопереробного заводу № 2 (з 1963 по 1972 рік — виробничого об'єднання «Дрогобичнафтопереробка», з 1972 року — Дрогобицького нафтопереробного заводу) Дрогобицької (з 1959 року — Львівської) області.
Член КПРС з 1953 року.
Указом Президії Верховної Ради СРСР від 20 квітня 1971 року Миколі Барабащуку присвоєно звання Героя Соціалістичної Праці з врученням ордена Леніна і золотої медалі «Серп і Молот».
Потім — на пенсії в місті Дрогобичі.

## Нагороди
- Герой Соціалістичної Праці (20.04.1971)
- орден Леніна (20.04.1971)
- орден Жовтневої Революції (6.04.1981)
- орден Вітчизняної війни ІІ ст. (6.04.1985)
- медаль «За доблесну працю. В ознаменування 100-річчя з дня народження Володимира Ілліча Леніна» (1970)
- медалі
- Грамота Президії Верховної Ради Української РСР (24.06.1966)
- два значки «Відмінник соціалістичного змагання Української РСР»
- Заслужений працівник промисловості Української РСР (29.05.1970)